# Administración 300 Moralzarzal
El Detecsa Administración 300 Casarrubuelos es un equipo de fútbol sala de Casarrubuelos, Comunidad de Madrid fundado en 1998. Actualmente juega en la división de plata Grupo Sur de la LNFS. 
Originario del Barrio de Carabanchel donde tiene ubicada su escuela de base.

## Palmarés
Temp. 2006-2007 - Séptimo Clasificado División de Plata Grupo C
Temp. 2005-2006 - Campeón Nacional A (Ascenso División de Plata)
Temp. 2004-2005 - Segundo Nacional B (Ascenso Nacional A)